# Суленцинський повіт
Суленцінський повіт (пол. powiat sulęciński) — один з 12 земських повітів Любуського воєводства Польщі.
Утворений 1 січня 1999 року в результаті адміністративної реформи.

## Загальні дані
Повіт знаходиться у західній та центральній частині воєводства.
Адміністративний центр — місто Сулєнцін.
Станом на 1.01.2008 населення становить 35 349 осіб, площа 1177,81 км².
На терени повіту були депортовані 2219 українців з українських етнічних територій у 1947 році (т. з. акція «Вісла»).

## Демографія
Демографічні дані повіту станом на 30.06.2005:
|       | Всього | Всього | Жінки  | Жінки | Чоловіки | Чоловіки |
| ----- | ------ | ------ | ------ | ----- | -------- | -------- |
|       | осіб   | %      | осіб   | %     | осіб     | %        |
| Повіт | 35 359 | 100    | 17 786 | 50,3  | 17 573   | 49,7     |
| Міста | 14 325 | 100    | 7403   | 51,7  | 6922     | 48,3     |
| Села  | 21 034 | 100    | 10 383 | 49,4  | 10 651   | 50,6     |